# Калинин, Василий Иванович
Василий Иванович Калинин (22 июля (3 августа) 1891 — 11 мая 1956) — советский военачальник, генерал-майор (1943). Участник Первой мировой, Гражданской и Великой Отечественной войн. Полный кавалер Георгиевского креста.

## Биография
Родился 22 июля (3 августа) 1891 года в селе Михайловское (ныне — в Куркинском районе Тульской области).

### Участие в Первой мировой войне
В 1912 году был призван в ряды Русской императорской армии. С 1913 года после окончания Варшавской учебной команды лейб-гвардии Петроградского полка был произведен в ефрейторы и служил в 10-й роте этого полка в должности командира взвода. С 1914 года вместе со своим полком в составе 3-й гвардейской пехотной дивизии принимал участие в боях Первой мировой войны на Западном и Северо-Западном фронтах в качестве взводного командира 10-й роты.
9 ноября 1914 года был награждён Георгиевским крестом IV степени № 87037 и III степени № 3891: 
За отличие в бою 7 ноября 1914 года у города Лодзь, когда восстановил утраченную связь с Лейб-гвардии Волынским полком и когда под сильным огнём противника донёс и доложил важное донесение

С 1915 года — командир взвода пешей разведки и начальник команды пеших разведчиков того же полка, за боевые отличия в войне был произведён в подпрапорщики. За отличие в боях с  1  по 8 марта 1915 года у деревни Еднорожец был награждён Георгиевским крестом II степени № 9183; 23 августа 1915 года Верховным Главнокомандующим Великим Князем Николаем Николаевичем был награждён Георгиевским крестом I степени № 6203: 
За то, что командуя разведчиками Лейб-гвардии Петроградского полка в бою 8 августа 1915 году у деревне Шацк, доставил важное сведение о противнике
В боях под городом Ковелем на реке Стоход 16 июля 1916 года  был ранен и направлен в военный госпиталь в Петроград. В 1917 году, после выздоровления был назначен фельдфебелем литерной роты 1-й роты запасного лейб-гвардии Петроградского полка; 25 июля 1917 года за боевые отличия в войне был произведён в прапорщики. Был непосредственным участником Октябрьской революции. С назначением на должность младшего офицера и командира 1-й роты запасного лейб-гвардии Петроградского полка принимал участие в подавлении Корниловского выступления.

### Гражданская война
В 1918 году вступил в ряды РККА и был назначен заведующим пунктом по всеобщему обучению Богородицкого уезда Тульского губернского военного комиссариата. С 1919 года — командир 3-го батальона и помощник командира 425-го стрелкового полка в составе 110-й стрелковой дивизии, в 1920 году был назначен командиром этого полка. Во главе полка был участником Гражданской войны, принимал участие в боях против латышских вооружённых формирований, боровшихся против советской власти на дриссенском и пыталовском направлениях. В 1920 году вместе со своим 425-м стрелковым полком, в районе Брест-Литовска, проводил наступательные операции против польских вооружённых формирований, боровшихся против советской власти в направлениях Слоним — Слуцк — Бобруйск. В конце 1920 года во главе полка на мозырском направлении воевал против частей генерала С. Н. Булак-Балаховича. С 1921 по 1922 год участвовал в уничтожении бандитских формирований в Витебской и Смоленской губернии.

### Межвоенный период
В 1922 году командир полка, проживал по адресу г. Тверь, Семеновская ул., д.7, где 16 ноября 1922 женился на помощнице делопроизводителя Вере Андреевне Воронцовой, родившейся в 1899 году в деревне Коленова Белекушалинской волости Тверского уезда Тверской губернии.
В 1924 году после окончания Высшей тактическо-стрелковой школе командного состава РККА был назначен командиром батальона и помощником командира 40-го стрелкового образцового полка в составе 14-й стрелковой дивизии, в 1930 году назначен командиром этого полка, которым командовал до 1938 года.
2 июля 1938 года В. И. Калинин в качестве подозреваемого в участии в военно-фашистском заговоре был арестован органами НКВД СССР и находился в Ивановской тюрьме, в июле этого же года был уволен из состава РККА; 14 октября 1939 года военным трибуналом Московского военного округа дело в отношении В. И. Калинина было прекращено, и в отношении него был вынесен оправдательный приговор. С декабря 1939 года восстановлен в рядах РККА с назначением преподавателем кафедры тактики Краснознамённых высших стрелково-тактических курсов «Выстрел».

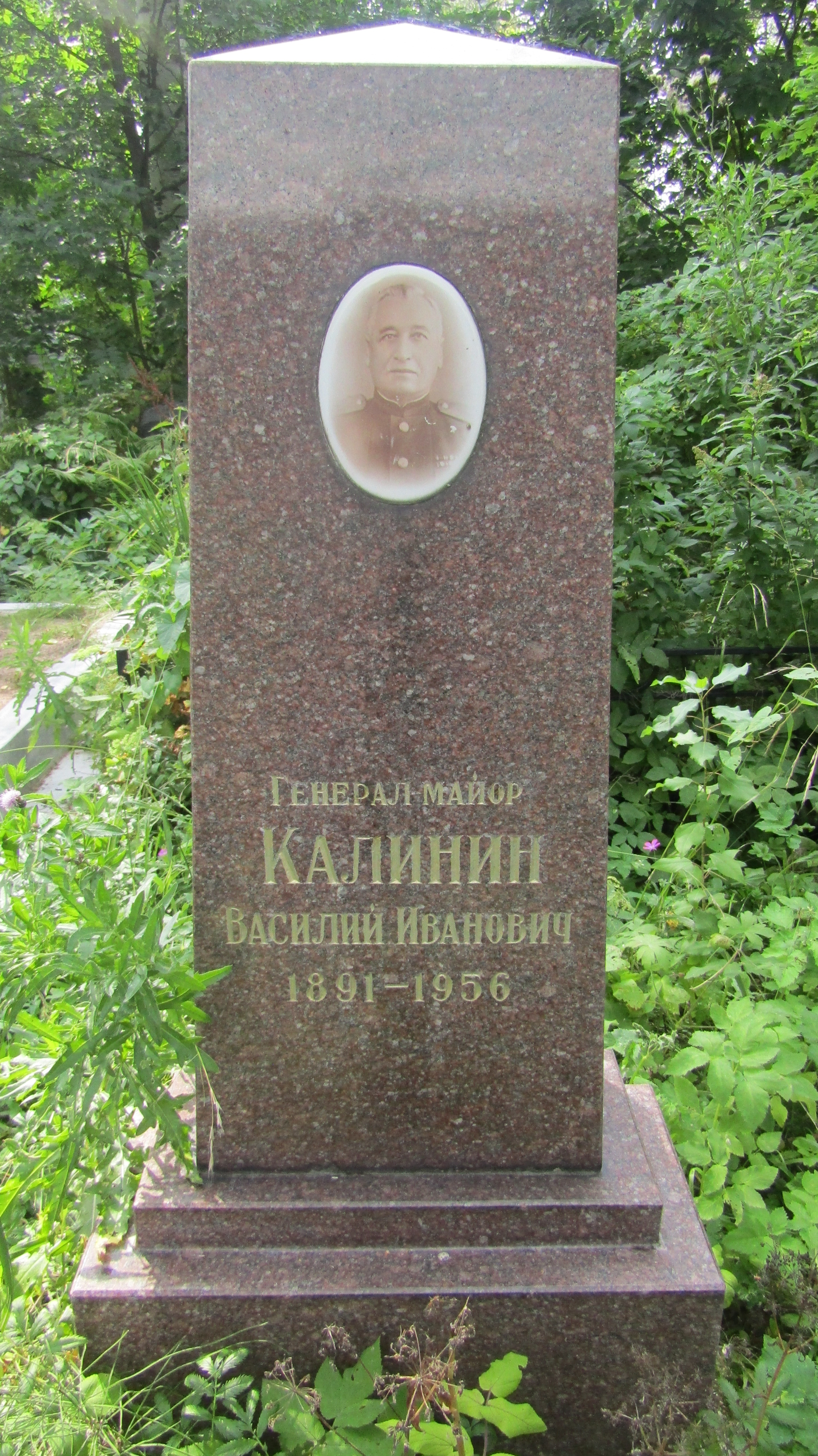

### Великая Отечественная война
С апреля 1941 года служил в составе Забайкальского военного округа в должности заместителя командира 46-й стрелковой дивизии. С 22 июня этого года в начальный период Великой Отечественной войны дивизия была переведена в Резерв Верховного Главнокомандования. С 10 июля дивизия в составе 16-й армии Западного фронта участвовала в Смоленском сражении.
С начала октября по конец ноября 1941 года — командир 60-й стрелковой дивизии, в составе частей 33-й и 49-й армий и войск Западного и Резервного фронта, дивизия под руководством В. И. Калинина участвовала в Вяземской операции и Можайско-Малоярославецкой оборонительной операциях проведённых в начальный период битвы под Москвой. В конце 1941 года В. И. Калинин получил тяжёлое ранение и до 1942 года лечился в Новосибирском военном эвакогоспитале.
С 1942 по 1943 год — старший инспектор отдела инспектирования и подготовки формируемых частей и соединений и начальник 3-го отдела Управления по подготовке младшего командного состава Главного управления формирования и укомплектования войск РККА. С 1943 года — командир 5-й гвардейской воздушно-десантной дивизии в составе 4-й гвардейской армии Воронежского фронта участвовала в Белгородско-Харьковской стратегической наступательной операции, в составе Украинского фронта дивизия участвовала в боях за переправу через реку Днепр. С конца 1943 по середину 1944 года находился на излечении. С мая по июль 1944 года — командир 206-й стрелковой дивизии в составе 27-й армии. С 31 июля 1944 года вновь направлен на лечение в военный госпиталь. С ноября 1944 по 1945 год — командир 48-й учебной стрелковой дивизии в составе Уральского военного округа. С 1946 по 1947 год — начальник военной кафедры Тамбовского государственного педагогического института.
С 1947 года в отставке по болезни. Скончался 11 мая 1956 года в Ленинграде, похоронен на Серафимовском кладбище.

## Награды
- Орден Ленина (21.02.1945)
- три ордена Красного Знамени (14.10.1943, 16.07.1944, 03.11.1944)[1][2]
- медаль ХХ лет РККА (23.02.1938)

### Российская империя
- Полный кавалер Георгиевского креста I[6], II[5], III[4] и IV[3] степеней